# Kayser-Threde
Die Erwin Kayser-Threde GmbH (kurz auch Kayser-Threde GmbH) war ein Systemhaus, das sich auf Entwicklung und Implementierung von High-Tech-Lösungen für Luft- und Raumfahrt, Wissenschaft und Industrie spezialisiert hatte. Die Angebotspalette beinhaltete Systemlösungen für bemannte und unbemannte Raumfahrtmissionen, optische Systeme, Transport-Telematik, Crashtest-Datenerfassung sowie Prozessleittechnik für die Bahnstromversorgung. Die beiden Letztgenannten stehen für einen Technologietransfer aus der Raumfahrt.
Am 1. September 2014 haben die Unternehmen OHB System AG und Erwin Kayser-Threde GmbH fusioniert und firmieren seitdem unter dem Namen OHB System AG.

## Raumfahrt
Zu den Beiträgen von Kayser-Threde zählen mehr als 100 wissenschaftliche Instrumente, Systeme und Systemkomponenten für Raumstationen, Satelliten und interplanetare Missionen. Optische Systeme und Systemkomponenten für acht Weltraumteleskope und -kameras für Astronomie und Erdbeobachtung wurden bislang in Betrieb genommen.

## Industrielle Anwendungen
- Automotive: Im Automotive Crash Bereich war Kayser-Threde mit dem On-board-Datenerfassungs-System MINIDAU[3] Weltmarktführer. Das System war weltweit in rund 70 % aller Crash-Anlagen installiert. Darüber hinaus wurden weitere Dienstleistungen (zum Beispiel Dummy-Kalibrierung) angeboten. Der Unternehmensbereich wurde mit Wirkung zum 22. September 2009 von der Kistler Gruppe übernommen.[4]

- Prozessleittechnik: Auf dem Gebiet der Prozessleittechnik verfügt das Unternehmen in der Stromversorgung der Deutschen Bahn über eine installierte Basis von 7 Prozessankopplungssystemen für Netzleitstellen, von über 230 Stationsleittechnik-Systemen (entspricht 55 % Marktanteil) und 150 Fernwirkknoten mit zusammen mehr als 7000 Embedded Systems.[5]

## Weitere Informationen
Die weltweite Kundenbasis (knapp 130 Kunden aus 22 Ländern) reicht von Industrie, Raumfahrtagenturen und Regierungen bis zu wissenschaftlichen Institutionen. Dabei reicht das Spektrum von Studien, Analysen und Systemdesign über Spezialentwicklungen, Testdurchführungen, Produktion bis zu Implementierung, Betrieb und Support.
Kayser-Threde war 1994 eines der ersten europäischen Raumfahrtunternehmen, das mit einem ISO-9001-Zertifikat ausgezeichnet wurde.
Im Jahr 2007 verzeichnete das Unternehmen einen Auftragseingang von 38,8 Millionen Euro.
Im Juni 2007 wurde die KT Beteiligungsgesellschaft mbH & Co. KG, welche 100 Prozent an der Kayser-Threde GmbH hält, von der OHB Technology übernommen. Der Kaufpreis betrug 5,95 Millionen Euro.
Eine der neueren Entwicklungen ist die praktische Anwendung des von Theodor W. Hänsch erfundenen optischen Frequenzkamms in der allgemeinen Messtechnik.